# Jade Anouka
Jade Anouka (Londra, 18 dicembre 1990) è un'attrice britannica.

## Biografia
Jade Anouka è nata a Londra, figlia di madre trinidadiana e padre giamaicano. Si è formata con il National Youth Theatre e alla Guildford School of Acting, venendo scritturata dalla Royal Shakespeare Company immediatamente dopo il diploma.
Nel corso della sua carriera sulle scene ha recitato in numerosi ruoli shakespeariani, tra cui Olivia ne La dodicesima notte (York, 2008), Hotspur in una produzione tutta al femminile di Enrico IV (Donmar Warehouse, 2015) e Ofelia e Giulietta allo Shakespeare's Globe, rispettivamente nel 2011 e nel 2013. Per la sua interpretazione in Amleto ha ricevuto una menzione di merito all'Ian Charleson Award. In campo televisivo è nota soprattutto per i suoi ruoli in His Dark Materials - Queste oscure materie e Beforeigners.
È dichiaratamente queer e ha avuto una figlia nel dicembre 2021.

## Filmografia parziale

### Cinema
- Last Christmas, regia di Paul Feig (2019)
- Fisherman's Friends, regia di Chris Foggin (2019)
- The Rhythm Section, regia di Reed Morano (2020)

### Televisione
- Law & Order: UK – serie TV, 1 episodio (2011)
- Doctor Who – serie TV, 1 episodio (2013)
- Chewing Gum – serie TV, 1 episodio (2017)
- Turn Up Charlie – serie TV, 6 episodi (2019)
- Great Performances – serie TV, 1 episodio (2019)
- Delitti in Paradiso (Death in Paradise) – serie TV, episodio 9x03 (2020)
- Small Axe – miniserie TV, 1 puntata (2020)
- His Dark Materials - Queste oscure materie (His Dark Materials) – serie TV, 8 episodi (2020-2022)
- Beforeigners – serie TV, 3 episodi (2021)
- Dune: Prophecy – serie TV (2024)

## Teatro
- Il canto di Penelope da Margaret Atwood. Swan Theatre di Stratford-upon-Avon & National Arts Centre di Ottawa (2007)
- Il mercante di Venezia di William Shakespeare. Courtyard Theatre di Stratford-upon-Avon (2008)
- La bisbetica domata di William Shakespeare. Courtyard Theatre di Stratford-upon-Avon (2008)
- La dodicesima notte di William Shakespeare. Theatre Royal di York (2008)
- Nozze di sangue di Federico García Lorca. Southwark Playhouse di Londra (2009)
- Pene d'amor perdute di William Shakespeare. Shakespeare's Globe di Londra, tour USA (2009)
- Wild Horses di Nimer Rashed. Theatre503 di Londra (2010)
- Romeo e Giulietta di William Shakespeare. Octagon Theatre di Bolton (2013)
- Clean di Sabrina Mahfouz. Traverse Theatre di Edimburgo (2013), 59E59 Theater di New York (2014)
- Giulio Cesare di William Shakespeare. St. Ann's Warehouse di New York (2014), Donmar Warehouse di Londra (2016)
- Omeros da Derek Walcott. Sam Wanamaker's Playhouse di Londra (2014)
- Chef di Sabrina Mahfouz. Edinburgh Fringe di Edimburgo (2014), Soho Theatre di Londra (2015)
- Enrico IV di William Shakespeare. St. Ann's Warehouse di New York (2015), Donmar Warehouse di Londra (2016)
- The Vote di James Graham. Donmar Warehouse di Londra (2015)
- So Here We Are di Luke Norris. Royal Exchange di Manchester, HighTide Festival di Aldeburgh (2015)
- La tragica storia del Dottor Faust di Christopher Marlowe. Duke of York's Theatre di Londra (2016)
- The Greatest Wealth di Lolita Chakrabarti. Old Vic di Londra (2018)
- Dear Elizabeth di Sarah Ruhl. Gate Theatre di Londra (2019)
- The Phlebotomist di Ella Road. Hampstead Theatre di Londra (2019)
- Cock di Mike Bartlett. Ambassadors Theatre di Londra (2022)
- Heart di Jade Anouka, regia di Ola Ince. Minetta Lane Theatre di New York (2022)

## Doppiatrici italiane
Nelle versioni in italiano delle opere in cui ha recitato, Jade Anouka è stata doppiata da:
- Eva Padoan in His Dark Materials - Queste oscure materie
- Sara Ferranti in Un inganno di troppo
- Giulia Franceschetti in Dune: Prophecy